# Crespino
Crespino es una localidad y comune italiana de la provincia de Rovigo, región de Véneto, con 2.139 habitantes.

## Evolución demográfica
| Gráfica de evolución demográfica de Crespino entre 1861 y 2001 |
|                                                                |
| Fuente ISTAT - elaboración gráfica de Wikipedia                |